# Epidendrum longicrure
Epidendrum longicrure är en orkidéart som beskrevs av Rudolf Schlechter. Epidendrum longicrure ingår i släktet Epidendrum och familjen orkidéer. Inga underarter finns listade i Catalogue of Life.